# Monbéqui
Monbéqui is een gemeente in het Franse departement Tarn-et-Garonne (regio Occitanie) en telt 353 inwoners (1999). De plaats maakt deel uit van het arrondissement Montauban.

## Geografie
De oppervlakte van Monbéqui bedraagt 6,8 km², de bevolkingsdichtheid is 51,9 inwoners per km².
De onderstaande kaart toont de ligging van Monbéqui met de belangrijkste infrastructuur en aangrenzende gemeenten.

## Demografie
Onderstaande figuur toont het verloop van het inwonertal (bron: INSEE-tellingen).